# Summer Vibes
Summer Vibes – drugi minialbum południowokoreańskiej grupy Astro, wydany 1 lipca 2016 roku przez wytwórnię Fantagio Music. Płytę promował singel „Breathless” (kor. 숨가빠 Sumgappa). Sprzedał się w nakładzie 30 895 egzemplarzy w Korei Południowej (stan na marzec 2017 r.).
Teledysk do utworu „Breathless” ukazał się również 1 lipca, w teledysku gościnnie wystąpiła Choi Yoo-jung z I.O.I. Pierwsza część filmu została nakręcona w Jeongdongjin Beach Park, a druga połowa – w lesie w Namyangju. 

## Lista utworów
| CD | CD                                                        | CD                          | CD                          | CD                          | CD      |
| Nr | Tytuł utworu                                              | Tekst                       | Kompozycja                  | Aranżacja                   | Długość |
| -- | --------------------------------------------------------- | --------------------------- | --------------------------- | --------------------------- | ------- |
| 1. | „Bulkkochnol-i” (kor. 불꽃놀이, ang. Fireworks)           | Seo Yong-bae, Park Woo-sang | Seo Yong-bae, Park Woo-sang | Seo Yong-bae, Park Woo-sang | 3:18    |
| 2. | „Sumgappa” (kor. 숨가빠, ang. Breathless)                 | Iggy, Seo Yong-bae          | Iggy, Seo Yong-bae          | Iggy, Seo Yong-bae          | 3:19    |
| 3. | „Seongjangtong” (kor. 성장통, ang. Growing Pains)         | Iggy, Seo Yong-bae          | Iggy, Seo Yong-bae          | Iggy, Seo Yong-bae          | 3:44    |
| 4. | „Boggeugseong” (kor. 복극성, ang. Polaris)                | Park Woo-sang               | Park Woo-sang               | Park Woo-sang               | 3:21    |
| 5. | „Nae meosdaelo” (kor. 내 멋대로, ang. My Style)           | Iggy, Seo Yong-bae          | Iggy, Seo Yong-bae          | Iggy, Seo Yong-bae          | 3:30    |
| 6. | „Sumgappa” (kor. 숨가빠, ang. Breathless) (Acoustic ver.) | Iggy, Seo Yong-bae          | Iggy, Seo Yong-bae          | Jung Jae-pil                | 3:25    |

## Notowania
| Lista                        | Pozycja |
| ---------------------------- | ------- |
| Gaon Weekly Album Chart      | 4       |
| Billboard World Albums Chart | 6       |
| Five Music (Tajwan)          | 8       |